# Ariel Schulman
Ariel Rel Schulman (Santa Monica, 2 de outubro de 1981) é um cineasta e ator estadunidense mais conhecido por estrelar, dirigir e produzir o documentário Catfish e por ter dirigido os filmes de terror Atividade Paranormal 3 e Atividade Paranormal 4.

## Carreira
Schulman dirigiu os filmes Catfish, Paranormal Activity 3, Paranormal Activity 4 e Nerve ao lado de Joost. Ele se formou no programa de cinema da Tisch School of the Arts em 2004. Schulman e Joost fundaram a produtora Supermarché.
Em 2017, Schulman e Joost foram contratados para escrever e dirigir uma adaptação de Mega Man para a 20th Century Fox. Em 2019, após a aquisição dos ativos da 21st Century Fox pela Disney, o filme, juntamente com vários filmes baseados em videogame em desenvolvimento na Fox, foram cancelados. No entanto, isso acabou sendo falso, com a Capcom confirmando que o filme ainda estava em desenvolvimento. Em 2020, foi revelado que Mattson Tomlin havia sido contratado para ajudar a coescrever o roteiro. 
Em 2018, Schulman codirigiu o filme de suspense de super-heróis de ficção científica da Netflix, Project Power, ao lado de Henry Joost, com roteiro de Mattson Tomlin.  O filme é estrelado por Jamie Foxx, Joseph Gordon-Levitt e Dominique Fishback. Foi lançado em 14 de agosto de 2020.
Em 28 de janeiro de 2021, foi anunciado que Schulman e Joost dirigiriam o filme de comédia de ação Secret Headquarters para a Paramount Pictures e também trabalhariam no rascunho do projeto com Josh Koenigsberg a partir de uma ideia original de Christopher Yost. O filme é estrelado por  Owen Wilson, Michael Peña e Jesse Williams. O filme está agendado para ser lançado nos cinemas dos Estados Unidos em 5 de agosto de 2022.

## Filmografia (com Henry Joost)

### Filme
- Atividade Paranormal 3 (2011)
- Atividade Paranormal 4 (2012)
- Nerve (2016)
- Viral (2016)
- Project Power (2020)
- Secret Headquarters (2022) (Também escritor)

### Documentários
| Ano  | Título                             | Diretor | Produtor | DoP | Ele mesmo | Notas              |
| ---- | ---------------------------------- | ------- | -------- | --- | --------- | ------------------ |
| 2010 | Catfish                            | Sim     | Sim      | Sim | Sim       |                    |
| 2011 | Metropolis II                      | Sim     | Sim      | Sim | Não       | Curta Documentário |
| 2012 | A Brief History of John Baldessari | Sim     | Sim      | Não | Não       | Curta Documentário |

### Televisão
| Ano           | Título               | Diretor | escritor | Produtor Executivo | Notas       |
| ------------- | -------------------- | ------- | -------- | ------------------ | ----------- |
| 2011          | 3x3                  | Sim     | Não      | Não                | Filme de TV |
| 2012-presente | Catfish: The TV Show | Não     | Sim      | Sim                |             |

## Papéis de atuação
| Ano  | Título                              | Função     | Notas              |
| ---- | ----------------------------------- | ---------- | ------------------ |
| 2005 | The Adventures of Slaters's Friend  | Slater     | Curta-metragem     |
| 2006 | If You See Something, Say Something | Commuter   | Curta-metragem     |
| 2007 | Jerry Ruis, Shall We Do This?       | Jerry Ruis | Curta-metragem     |
| 2007 | Tight Shots                         |            | Série de televisão |
| 2008 | The Pleasure of Being Robbed        | Namorado   |                    |
| 2009 | Family Tree                         |            | Curta-metragem     |
| TBA  | Queer                               |            | Pós-produção       |